# Carlos Bocanegra
Carlos Bocanegra, född 25 maj 1979 i Upland, Kalifornien, är en före detta fotbollsspelare från USA med härstamning från Mexiko.
Bocanegra spelade för Rangers FC i den skotska ligan. Hans position var mittback. Han var även uttagen i USA:s trupp vid Tysklands-VM 2006. Han ledde landslaget till åttondelsfinal i VM i Sydafrika 2010.  